# Kurt Gerron

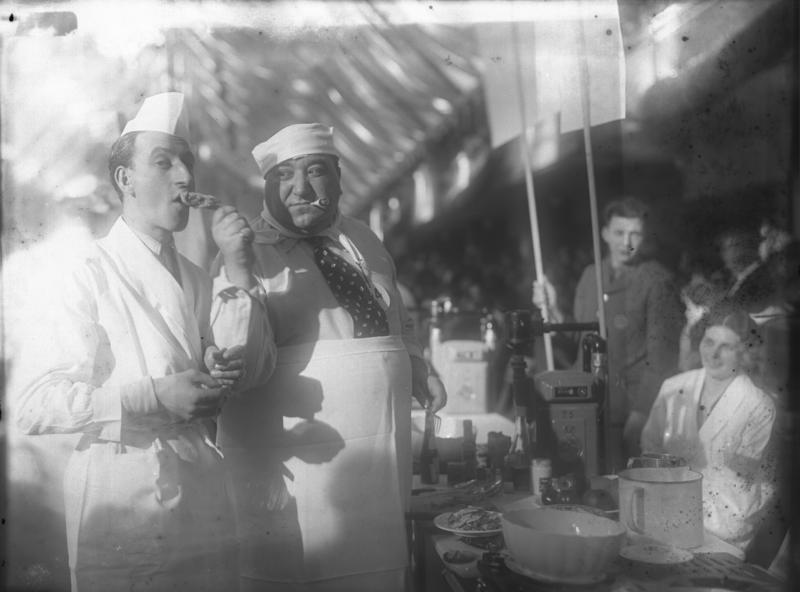
Das Komikerduo Siegfried Arno und Kurt Gerron 1931 bei einer Kochkunstausstellung

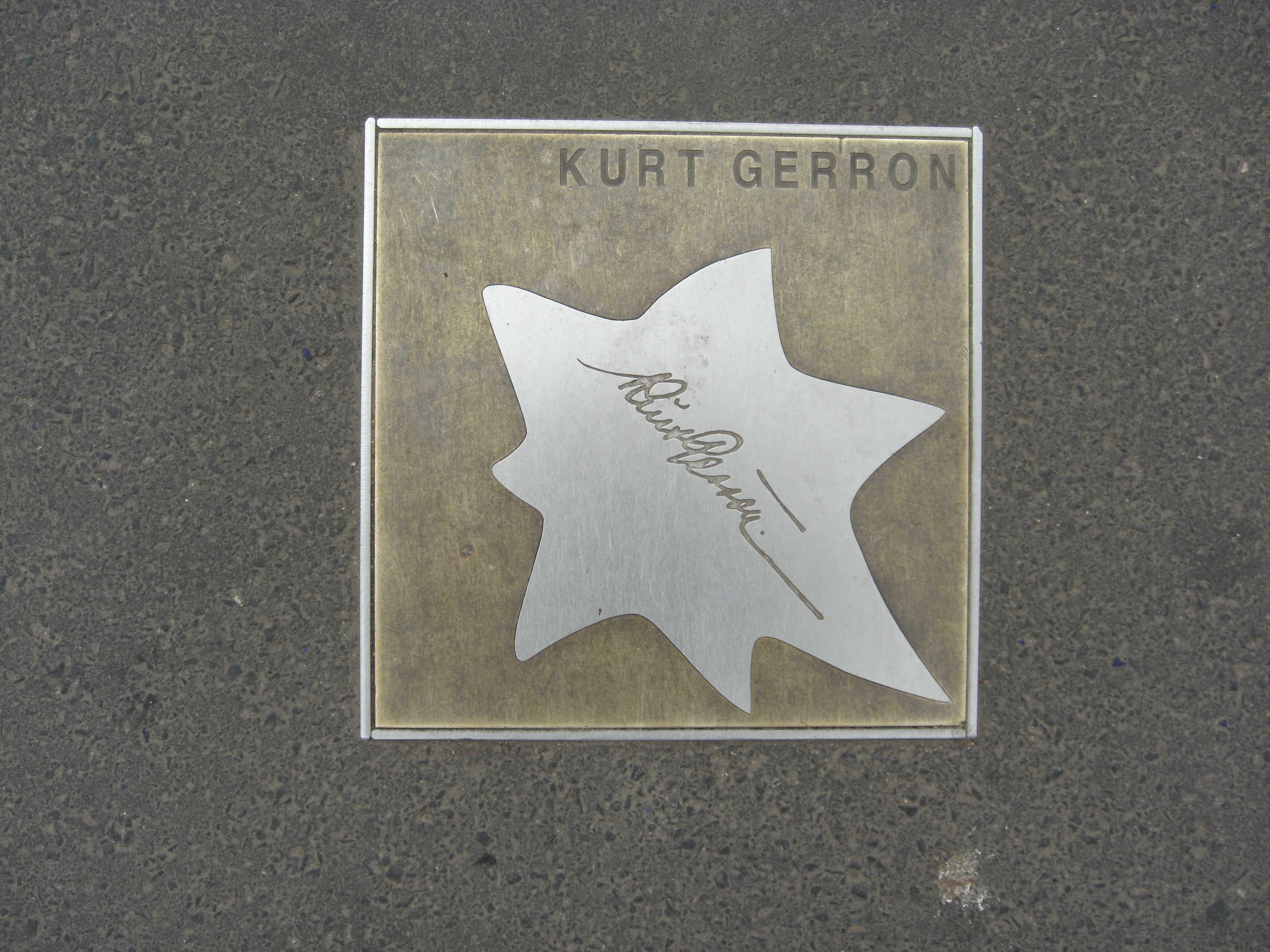
Walk of Fame des Kabaretts in Mainz

Kurt Gerron (eigentlich Kurt Gerson) (11. Mai 1897 in Berlin – 30. Oktober 1944 im Konzentrationslager Auschwitz) war ein deutscher Schauspieler, Sänger und Regisseur. Er wurde als Jude von den Nationalsozialisten verfolgt, interniert und ermordet.

## Leben

### Jugend und Teilnahme am Ersten Weltkrieg
Gerron war das einzige Kind des wohlhabenden jüdischen Kaufmannes Max Gerson und dessen Ehefrau Toni, geb. Riese. Geboren wurde er in der elterlichen Wohnung in der Cuxhavener Straße 4 im Berliner Hansaviertel. Nachdem er mit 17 Jahren das Abitur abgelegt hatte, wollte er Medizin studieren, musste jedoch stattdessen zunächst als Frontsoldat in den Ersten Weltkrieg ziehen. Durch eine schwere Verletzung wurde er kampfuntauglich und konnte nun sein Studium beginnen, das aber verkürzt wurde, damit man ihn wiederum in den Krieg schicken konnte, diesmal als Lazarettarzt.

### Die Anfänge: Theater, Stummfilm, Kabarett

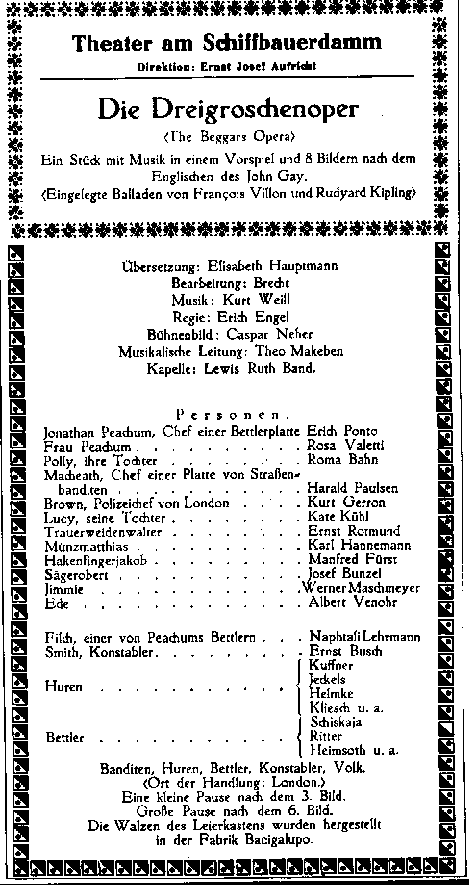
Kurt Gerron als Brown in Dreigroschenoper

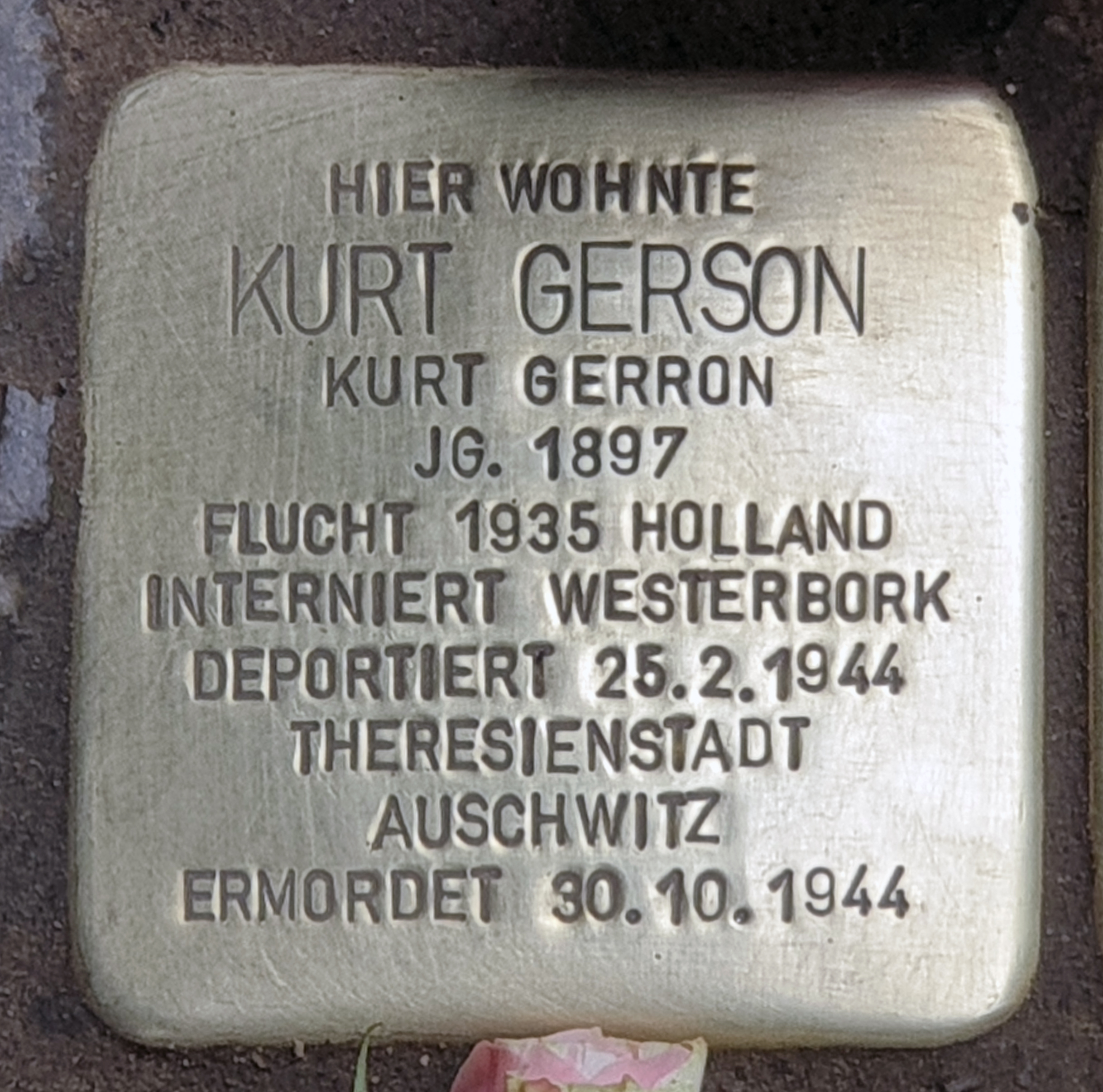
Stolperstein am Haus, Paulsborner Straße 77, in Berlin-Halensee

Nachdem er während seiner Militärzeit im Ersten Weltkrieg mehrfach verwundet worden war und später seine Arbeit als Arzt aufgegeben hatte, wandte er sich 1920 der Schauspielerei zu. Ohne einen speziellen Unterricht genossen zu haben, debütierte er in dem kleinen Kabarett, wo ihn Trude Hesterberg entdeckte. Zur Eröffnung der Wilden Bühne stand Gerron neben Bertolt Brecht, Joachim Ringelnatz und Walter Mehring auf dem Programm. Von 1920 bis 1925 war er unter anderem an den Berliner Reinhardt-Bühnen engagiert. Daneben trat er in Revuen und Kabaretts auf. Der Kritiker Pem charakterisierte den Kabarettisten 1926 wie folgt:

„Er schießt Sätze. Die Worte peitschen. Der Rhythmus reißt mit, läßt keinen Widerstand zu. Ihm sitzt die Hetze, das Tempo im Nacken. Unbarmherzig fallen die Verse, geißeln die Zeit. Ihre Schwäche, ihre Halbheiten, ihre Gleichgültigkeit. Gar nicht sentimental. Messerscharf und eiskalt zeigt er den Menschen in seiner Kleinheit und Brutalität. Man kommt nicht zur Besinnung. Unterliegt glatt der Verve der Attacke.“

Seit den frühen 1920er-Jahren war Gerron auch in Nebenrollen im Stummfilm zu sehen. Durch seine Kriegsverletzung, die eine physiologische Erkrankung nach sich zog, litt er an zunehmendem Übergewicht. Seine dadurch massige und äußerlich grotesk wirkende körperliche Erscheinung trug maßgeblich dazu bei, dass er zu seinem Leidwesen nur für undurchsichtige oder fragwürdige Charaktere besetzt wurde.
1928 gründete er gemeinsam mit Siegfried Arno die Beef-Steak Filmgesellschaft, die nur zwei Filme herstellte.
Ab 1926 führte Gerron zusätzlich Regie und setzte sich ab 1931 auch im Tonfilm durch. Berühmt wurde er durch seine Darstellungen und Gesangsvorträge in der 1928 sensationell erfolgreich uraufgeführten Dreigroschenoper von Bert Brecht und Kurt Weill. Er spielte darin den Schausteller, der Die Moritat von Mackie Messer vortrug, sowie die Rolle des Londoner Polizeichefs „Tiger Brown“.
Im Jahr 1929 wurde Kurt Gerron zum Vorstandsmitglied der neu gegründeten Vereinigung Berliner Bühnenkünstler gewählt.

### Große Erfolge: Der Tonfilm
Gerrons heute wohl bekannteste Rolle ist die des Zauberkünstlers Kiepert in Josef von Sternbergs Der blaue Engel zusammen mit Marlene Dietrich (1930). Außerdem wirkte er neben Willy Fritsch in der Filmoperette Die Drei von der Tankstelle (1930) mit, die für den noch unbekannten Heinz Rühmann den Durchbruch im Filmgeschäft bedeutete, und übernahm anschließend die Rolle des Kommissars in dem Film Einbrecher (1930). Letzteres erneut neben Rühmann sowie Fritsch, mit dem er zwei Jahre später, wiederum als Regisseur, auch die Filmkomödie Ein toller Einfall (1932) umsetzte.
Gute Kritiken erhielt Gerron auch als Regisseur beliebter Filme wie Es wird schon wieder besser mit Heinz Rühmann oder Der weiße Dämon mit Hans Albers. Nachdem die Nationalsozialisten an die Macht gekommen waren, wurde Gerron gezwungen, seine Regiearbeit an dem UFA-Film Kind, ich freu’ mich auf Dein Kommen (1933) aufzugeben. Die Hauptdarstellerin des Films erinnerte sich noch Jahrzehnte später daran, wie Kurt Gerron während der Dreharbeiten als sogenannter Nichtarier des Studios verwiesen wurde:

„Ich habe nur zum Gerron geschaut, und der hat die Augen so runtergelassen. Und dann hat er ein paarmal geschluckt, und dann ist er aufgestanden und ist grad weggegangen. Ich sah nur noch seinen Rücken. Und der zitterte so, das werde ich nie vergessen.“

Bis 1933 hatte Kurt Gerron in über 60 Filmen mitgewirkt.

### Flucht und Exil
Mit seiner Frau Olga, geb. Meyer, und seinen Eltern Max und Mally Gerron floh er 1933 nach der nationalsozialistischen „Machtergreifung“ nach Paris, von da über Österreich und Italien nach Amsterdam. Nach der Besetzung der Niederlande spielte Gerron noch eine Weile an der Hollandsche Schouwburg, die nun „Joodsche Schouwburg“ hieß, bis das gesamte Ensemble in das KZ Theresienstadt deportiert wurde.
Er führte Regie für die deutsche und die niederländische Synchronfassung von Walt Disneys ersten abendfüllendem Zeichentrickfilm Schneewittchen und die sieben Zwerge. In der deutschen Fassung sprach er den Zauberspiegel sowie zwei Zwerge. Diese erste Synchronfassung wurde in Deutschland allerdings erst ab 1950 gezeigt und lagert seit Veröffentlichung der zweiten Synchronfassung von 1966 im Disney-Archiv. Wie alle Erstsynchronisationen so wurde auch diese bislang nicht wieder veröffentlicht.
1943 wurden Gerron und seine Familie in das niederländische Durchgangslager Westerbork deportiert, Ende Februar 1944 dann ebenfalls nach Theresienstadt.
Gerrons Freunde Peter Lorre und Marlene Dietrich hatten noch versucht, ihn rechtzeitig nach Hollywood zu holen. Doch Gerron lehnte ab, wohl, weil ihm die deutsche Sprache zum Arbeiten notwendiges Handwerkzeug war. Möglicherweise hoffte er auch auf einen Umschwung in Deutschland, wie viele der Juden, die nicht weiter als in die benachbarten Niederlande emigrierten.

### Theresienstadt und Auschwitz
In Theresienstadt erkannte ein SS-Mann Gerron, der in dem NS-Propagandafilm Der ewige Jude als Beispiel für einen „minderwertigen Juden“ vorgeführt worden war, und schlug den ihm arglos Entgegentretenden brutal zusammen. Später agierte Gerron auf der Bühne des von ihm gegründeten Ghetto-Kabaretts „Karussell“.
Im August 1944 wurde Gerron von der SS gezwungen, den vorgeblich dokumentarischen Film Theresienstadt. Ein Dokumentarfilm aus dem jüdischen Siedlungsgebiet unter Aufsicht des Lagerkommandanten Karl Rahm zu inszenieren. Dieser Film wurde auch unter dem Titel Der Führer schenkt den Juden eine Stadt bekannt.
Einige Überlebende kreideten Gerron seine Mitwirkung an diesem Propagandafilm an; andere, vor allem diejenigen, die er durch Besetzung für den Film vor der Deportation nach Auschwitz zu retten suchte, zeigten Verständnis für seine Pseudo-Kollaboration. Gerron selbst scheint geglaubt zu haben, dass ihn einzig seine Theater- und Filmkompetenz und seine bereitwillige Mitwirkung an diesem Film davor bewahren könnten, von den Nazis ermordet zu werden. Nach Abschluss der Filmarbeiten wurden Kurt Gerron und viele prominente Mitwirkende am 28. Oktober 1944 nach Auschwitz transportiert und nach ihrer Ankunft in der Gaskammer ermordet, auch fast alle Kinder, die in diesem Film auftraten.
Am 17. Juni 2022 wurde vor seinem ehemaligen Wohnort, Berlin-Halensee, Paulsborner Straße 77, ein Stolperstein verlegt.

## Filmografie

### Als Darsteller

#### Stummfilme
- 1920: Spuk auf Schloß Kitay (Regie: Paul Legband)
- 1921: Die Präriediva (Regie: Carl Boese)
- 1921: Die Apotheke des Teufels (Regie: Bruno Eichgrün)
- 1921: Der Held des Tages (Regie: Rudi Bach)
- 1922: Wege des Lasters (Regie: Franz Hofer)
- 1922: Frau Sünde (Regie: Fred Sauer)
- 1925: Die Schmiede (Regie: Martin Berger)
- 1925: O alte Burschenherrlichkeit (Regie: Helene Lackner, Eugen Rex)
- 1925: Varieté
- 1925: Halbseide
- 1925: Vorderhaus und Hinterhaus
- 1926: Der goldene Schmetterling (Regie: Michael Kertesz – der spätere Michael Curtiz)
- 1926: Wien – Berlin (Regie: Hans Steinhoff)
- 1926: Die drei Mannequins (Regie: Jaap Speyer)
- 1926: Die Kleine und ihr Kavalier (Regie: Richard Löwenbein)
- 1926: Annemarie und ihr Ulan (Regie: Erich Eriksen)
- 1926: Im weißen Rößl
- 1926: Als ich wiederkam
- 1926: Der Soldat der Marie (Regie: Erich Schönfelder)
- 1926: Mädchenhandel – Eine internationale Gefahr (Regie: Jaap Speyer)
- 1926: Eine tolle Nacht
- 1927: Die Tragödie eines Verlorenen
- 1927: Die schönsten Beine von Berlin (Regie: Willi Wolff)
- 1927: Einbruch (Regie: Franz Osten)
- 1927: Die Dame mit dem Tigerfell (Regie: Willi Wolff)
- 1927: Üb’ immer Treu’ und Redlichkeit (Regie: Reinhold Schünzel)
- 1927: Sein größter Bluff
- 1927: Glanz und Elend der Kurtisanen (Regie: Manfred Noa)
- 1927: Pique Dame (Regie: Alexander Rasumny)
- 1927: Feme
- 1927: Gefährdete Mädchen (Regie: Heinz Schall)
- 1927: Die weiße Spinne (Regie: Carl Boese)
- 1927: Ein Tag der Rosen im August … da hat die Garde fortgemußt (Regie: Max Mack)
- 1927: Ein schwerer Fall (Regie: Felix Basch)
- 1927: Gehetzte Frauen (Regie: Richard Oswald)
- 1927: Das Frauenhaus von Rio
- 1927: Ramper, der Tiermensch
- 1927: Das tanzende Wien (Regie: Friedrich Zelnik)
- 1927: Der große Unbekannte
- 1927: Wer wirft den ersten Stein (Regie: Erich Eriksen)
- 1927: Dr. Bessels Verwandlung
- 1927: Benno Stehkragen (Regie: Trude Santen)
- 1927: Manege (Regie: Max Reichmann)
- 1928: Liebe und Diebe (Regie: Carl Froelich)
- 1928: Heut’ tanzt Mariett (Regie: Friedrich Zelnik)
- 1928: Vom Täter fehlt jede Spur (Regie: Constantin J. David)
- 1928: Casanovas Erbe (Regie: Manfred Noa)
- 1928: Die Yacht der sieben Sünden (Regie: Jakob Fleck, Luise Fleck)
- 1928: Unmoral (Regie: Willi Wolff)
- 1928: Die Pflicht zu schweigen (Regie: Carl Wilhelm)
- 1928: Die Regimentstochter (Regie: Hans Behrendt)
- 1929: Wir halten fest und treu zusammen (Regie: Herbert Nossen)
- 1929: Nachtgestalten
- 1929: Aufruhr im Junggesellenheim
- 1929: Die Flucht vor der Liebe (Regie: Hans Behrendt)
- 1929: Adieu, Mascotte (Regie: Wilhelm Thiele)
- 1929: Die weiße Hölle vom Piz Palü (in der Originalfassung)
- 1929: Tagebuch einer Verlorenen

#### Tonfilme
- 1930: Liebe im Ring
- 1930: Der blaue Engel
- 1930: Die vom Rummelplatz (Regie: Carl Lamac)
- 1930: Die Drei von der Tankstelle
- 1930: Dolly macht Karriere (Regie: Anatole Litvak)
- 1930: Einbrecher
- 1930: Die Marquise von Pompadour (Regie: Willi Wolff)
- 1930: Ihre Majestät die Liebe (Regie: Joe May)
- 1931: Der Weg nach Rio
- 1931: Salto Mortale (Regie: Ewald André Dupont)
- 1931: Bomben auf Monte Carlo
- 1931: Eine Nacht im Grandhotel (Regie: Max Neufeld)
- 1932: Vater geht auf Reisen (Regie: Carl Boese)
- 1932: Man braucht kein Geld
- 1932: Zwei in einem Auto (Regie: Joe May)

### Als Regisseur
- 1926: Der Liebe Lust und Leid
- 1931: Der Stumme von Portici
- 1931: UFA-Kabarett (Filmreihe mit insgesamt 6 Folgen)
- 1931: Meine Frau, die Hochstaplerin
- 1932: Es wird schon wieder besser
- 1932: Ein toller Einfall
- 1932: Der weiße Dämon
- 1933: Heut’ kommt’s drauf an
- 1933: Kind, ich freu’ mich auf Dein Kommen (beendet durch Erich von Neusser)
- 1933: Une femme au volant
- 1933: Incognito
- 1934: Bretter, die die Welt bedeuten
- 1935: Das Geheimnis der Mondscheinsonate (Het mysterie van de Mondscheinsonate)
- 1936: Merijntje Gijzen’s Jeugd
- 1936: Een dag bij de A.V.R.O.(Dokumentarfilm)
- 1937: De drie wensen
- 1944: Theresienstadt. Ein Dokumentarfilm aus dem jüdischen Siedlungsgebiet (Die Regie wurde Gerron aufgezwungen.)

## Dokumentarfilm
- Kurt Gerron – Gefangen im Paradies / Prisoner of paradise, von Malcolm Clarke und Stuart Sender, USA, 2002.
- Kurt Gerrons Karussell, von Ilona Ziok, mit Ute Lemper, Bente Kahan, Ben Becker, Max Raabe, Manuel Göttsching, Roy Kift, D, 1999.[11]
- Kurt Gerron - Seine Gage war der Tod, von Ulrich Kasten und Fred Gehler, DDR, 1988[12]

## Fortwirken
Viktor Rotthaler bezeichnet Gerron (neben Fritz Grünbaum) als einen jüdischen Künstler, dem Dani Levy in Mein Führer – Die wirklich wahrste Wahrheit über Adolf Hitler ein Denkmal gesetzt hat: „Er bekommt in Levys Phantasie noch eine kleine Gnadenfrist. Den Trainingsanzug, den Gerron in Theresienstadt getragen hat, trägt nun Hitler höchstpersönlich. Es wird Gerron sein, der Grünbaum … bestätigen wird, dass das Lager Sachsenhausen, wie von Grünbaum gewünscht, aufgelöst wurde. Mit vorgehaltener Pistole wird man ihn zu dieser letzten großen Lüge seines Lebens zwingen.“
Am 4. September 2014 wurde Gerron mit einem Stern auf dem Boulevard der Stars in Berlin geehrt.